# Jim Brown (soccer)
Pour les articles homonymes, voir Jim Brown (homonymie) et Brown.
James « Jim » Brown (né le 31 décembre 1908 à Kilmarnock en Écosse et mort le 9 novembre 1994 à Berkeley Heights dans le New Jersey aux États-Unis) était un joueur et entraîneur de football écossais et américain.

## Jeunesse
Né à Kilmarnock, Brown grandit à Troon. Il est l'aîné de ses quatre frères, dont deux seront gardiens de but. Son frère, John sera même international avec l'équipe d'Écosse, tandis que le plus jeune des frères, Tom, sera joueur professionnel en Angleterre. Brown est tout d'abord apprenti sur le chantier naval de Toon à l'âge de 14 ans. C'est à cette période que son père quitte sa famille pour immigrer en Amérique. En 1927, Brown quitte l'Écosse pour rechercher son père, installé à Westerfield dans le New Jersey et trouve des petits boulots.

## Carrière amateur
À l'arrivée de Brown aux États-Unis, il rejoint les Bayonne Rangers, une équipe locale amateur. En 1928, il signe chez l'équipe amateur de Newark Skeeters, en American Soccer League. La ligue suspend les Skeeters en septembre 1928 durant la « Soccer War ». Newark rejoint plusieurs clubs de la Southern New York Soccer Association et deux équipes suspendues de l'ASL pour former l'Eastern Professional Soccer League. Brown joue 7 matchs avec Newark en ASL et un nombre de matchs inconnus en EPSL. Cependant, à la fin de la saison, il retourne en ASL pour signer chez les New York Nationals.

## Équipe nationale
En 1930, Brown est appelé en équipe nationale pour jouer la coupe du monde 1930 en Uruguay. Brown ne jouera qu'à 4 reprises en sélection, et ce durant le tournoi où il parviendra jusqu'en demi-finale. Après leur élimination, Les États-Unis joueront une série de matchs amicaux en Amérique du Sud contre les équipes professionnelles et régionales. Seul un match, une défaite 4–3 contre le Brésil sera officialisé. Ce sera le dernier match de Brown.

## Carrière professionnelle

### États-Unis
En 1930, Brown deviendra un joueur professionnel avec les New York Giants. Peu après, il sera appelé en équipe des États-Unis pour le mondial. À son retour de Montevideo, il rejoint son club, racheté par un nouveau propriétaire et appelé New York Soccer Club. Il joue la fin de la saison 1930 avec New York S.C. puis part aux Brooklyn Wanderers au printemps 1931. Brown signe ensuite chez les Newark Americans à la fin de la saison 1931, durant la période de crise de l'ASL avec la « Soccer War », sorte de guerre entre les ligues. Il décide donc de retourner en Écosse en 1932.

### Angleterre
Après ses succès aux États-Unis en championnat et en équipe nationale, de nombreuses équipes anglaises et écossaises montrent leur intérêt pour faire signer Brown. Scott Duncan, à l'époque manager de Manchester United, fait signer Brown à bord du bateau qui amène Brown en Angleterre. Brown inscrit un coup franc direct lors de son premier match avec le club mancunien où il évolue entre 1932 et 1934 et où il inscrit 17 buts en 40 matchs. En mai 1934, United vend Brown au Brentford FC, où il ne joue qu'un seul match de championnat, mais inscrit 53 buts en 73 matchs avec l'équipe réserve. En septembre 1936, Brentford fait transférer Brown à Tottenham Hotspur. Lors des deux saisons qu'il passe au club, il ne joue que 4 matchs, mais marque 22 buts en 33 matchs avec la réserve. En 1937, il part dans l'équipe semi-professionnelle de Guildford City en Southern Football League. Après deux saisons où il inscrit 148 buts en 150 matchs, il part finir sa carrière dans le championnat écossais au Clyde FC. Il prend sa retraite après une série de blessures.

## L'après-football
Après sa retraite en 1939, Brown retourne aux États-Unis en 1948, pour entraîner l'équipe de Greenwich High School. Deux ans plus tard, il entraîne plusieurs équipes de la Connecticut State Amateur League comme Greenport United. Lorsque son fils, George Brown commence à jouer pour Greenport, Brown le rejoint pendant deux saisons en tant que joueur-entraîneur. Il entraîne ensuite Brunswick School pendant 22 ans et les Elizabeth Falcons en American Soccer League de 1956 à 1958.
Brown est introduit au National Soccer Hall of Fame en 1986, ainsi qu'au Connecticut State Hall of Fame en 2000. Son fils George, également footballeur y sera introduit en 1995.